# 藤田雄介
藤田 雄介（ふじた ゆうすけ、1981年 - ）は、日本の建築家。建築デザイン事務所Camp Design inc.を主宰。兵庫県生まれ。
2005年、日本大学生産工学部建築工学科卒業。
2007年、東京都市大学（旧：武蔵工業大学）大学院工学研究科修士課程修了。
2008-2009年、手塚建築研究所勤務。2010年から、Camp Design inc.主宰。
2013年から、ICSカレッジオブアーツ 非常勤講師。
代表作に花畑団地27号棟プロジェクト（2012年UR団地再生デザインコンペ最優秀賞、2014年アジアデザイン賞銅賞、2015年住まいの環境デザイン・アワード優秀賞、グッドデザイン賞）、柱の間の家（2017年グッドデザイン賞）、井桁の間（アジアデザイン賞 Merit Award）、布框戸（2018年JID AWARD インテリアプロダクト部門賞）、恵那の軒並、東松山の住宅など。